# Дом Волкова (Таганрог)
Дом Волкова — старинный особняк по улице Петровской,  103а в городе  Таганроге. Объект культурного наследия регионального значения (Решение № 301 от 18.11.92 года).

## История дома
Двухэтажный дом на улице Петровской, 103а с четырьмя высокими ионическими колоннами, имеющими капитель с волютами и треугольным фронтоном был построен в первой половине XIX века на средства надворного советника Степана Степановича Волкова. С. С. Волков был в своё время членом комитета по тюрьмам при таганрогском градоначальстве.
После кончины надворного советника, в 1880-х годах дом принадлежал его дочерям: Глафире, Зинаиде, Любови и Ольге.
В 1910-х годах они продали дом турецкому подданныму Антону Косталасу, а пристроенный к нему слева дом в то же самое время купила его жена Аргирия Пантелеевна. В этих двух домах и проживала семья Косталос. В доме 103а Антон Косталас открыл  ресторан-кофейню. Справа к дому он пристроил еще один одноэтажный дом и держал там небольшой магазин. В кофейне Косталас было весело и оживленно — греки любили и умели погулять, хорошо провести время. Брат владельца дома, Дмитрий Косталас, был владельцем гостиницы «Караис» в Коммерческом переулке Таганрога.
В 1912 году часть дворовой территории дома у Косталаса арендовал предприниматель А. Д. Гернштейн. Во дворе он пристроил к дому длинное помещение размером 12x20 метров и открыл в нем электробиограф «Россия», в котором показывали фильмы. Этот театр-электробиограф был к тому времени наиболее вместительным в городе.
В годы советской власти в доме 103а работал Новодраматический театр, потом там был клуб металлистов. В 1934 году здание  передали клубу кожевенного завода. В годы Великой Отечественной войны, при немецкой оккупации, здание занимал Украинский народный театр, после войны там был клуб и кинотеатр кожевенного завода. В годы НЭПа бывшую кофейню Антона Косталаса переделали в столовую.
В настоящее время в здании размещаются многочисленные магазины.

## Архитектурные особенности
Двухэтажный кирпичный дом, построенный надворный советником Волковым, имеет высокие колонны ионического ордера, венчающий карниз с зубчиками по всему дому, двускатную крышу. Окрашен в белый цвет.
Здание относится к объектам культурного наследия регионального значения (Решение № 301 от 18.11.92 года).